# تخریب گورستان اعدام‌شدگان ۱۳۶۷ در مشهد
تخریب گورستان اعدام‌شدگان ۱۳۶۷ در مشهد به منظور از بین بردن آثار گورهای دسته‌جمعی زندانیانی است که به صورت صحرایی اعدام شده‌اند.
به گزارش سازمان عدالت برای ایران، گورستان دسته جمعی اعدام شدگان سال ۱۳۶۷ در شهر مشهد (شمال شرقی ایران)، در معرض تخریب قرار گرفته‌است.

## واکنش‌ها
سازمان منافقین اعلام کرد تخریب این گورستان همچون تخریب گورستان قتل‌عام شدگان در اهواز، «به دنبال بالا گرفتن جنبش دادخواهی شهیدان در داخل ایران و در سطح بین‌المللی» توسط مقامات جمهوری اسلامی ایران صورت می‌گیرد تا آثار قتل‌عام در شهرهای مختلف کشور را از بین ببرند. نکته قابل توجه این که مقدرات شهر مشهد و محل این گورستان، در دست ابراهیم رییسی کاندیدای ریاست جمهوری و عضو فعال کمیته چهار نفره اجرای فرمان قتل‌عام زندانیان مجاهد در سال ۱۳۶۷و نیز پدر همسر او احمد علم الهدی نماینده خامنه‌ای در مشهد است.
به گفته شادی صدر، مدیر سازمان عدالت برای ایران: «طی سالیان گذشته مقامات خانواده‌ها را از حق دفن محترمانه عزیزان‌شان محروم کرده‌اند… و حالا هم قصد کرده‌اند آرامگاه قربانیان را نابود و خاطره آن‌ها را از تاریخ محو کنند».

## مشخصات گورستان
این گورستان در حاشیه گورستان بهشت رضای مشهد قرار دارد و گفته می‌شود حاوی ۱۷۰ پیکر اعدام شدگان سال ۱۳۶۷ است.

## شاهدان
گروهی از خانواده‌های اعدام شدگان مشاهده کردند که بر روی گورها خاک ریخته شده‌است؛ لذا این نگرانی وجود دارد که قصد تخریب این گورستان وجود داشته باشد.
براساس اطلاعیه شورای ملی مقاومت ایران به تاریخ ۱۴ خرداد ۱۳۹۶ یک گروه ۱۰نفری از مأموران با استفاده از تراکتور، غلتک و ماشین آلات سنگین، گورهای جمعی کشتگان مجاهد خلق را در این گورستان تخریب می‌کنند و به‌طور شبانه‌روزی مشغول صاف کردن این مزارها برای ساختن قبرهای جدید روی آن‌ها هستند.

## وقایع مرتبط
پیش از این سازمان عفو بین‌الملل و عدالت برای ایران طی بیانیه مشترکی در اول ژوئن ۲۰۱۷ از تخریب گورستان در اهواز (جنوب ایران) یاد کرده و هشدارداده بودند. به گفته عفو بین‌الملل، جمهوری اسلامی با این کار «یک سند پزشکی قانونی و حیاتی» را در مورد آن‌ها «که به‌صورت صحرایی اعدام شدند از بین می‌برد و فرصت‌ها برای رسیدگی قضایی و تحقق عدالت در مورد کشتار زندانیان که در سراسر کشور در ۱۹۸۸ انجام شده از بین می‌رود».

## پیشینه
اعدام‌های جمعی و صحرایی زندانیان سیاسی در ۱۹۸۸ میلادی تحت عنوان قتل‌عام زندانیان سیاسی انجام شد.
بنا به بیانیه عفو بین‌الملل به تاریخ اول ژوئن ۲۰۱۷ در اعدام‌های سال ۱۹۸۸ (سال ۱۳۶۷ شمسی) زندانیان سیاسی را از سراسر کشور گرد آوردند و آن‌ها را بدون داشتن وسایل ارتباطی محبوس کردند به نحوی که ماه‌ها بعد از آن، هیچ خبری از آن‌ها شنیده نشد. خبرهایی در میان خانواده‌های آن‌ها دست به دست می‌شد مبنی بر اینکه زندانیان به صورت گروهی اعدام می‌شوند و اجسادشان در گورهای جمعی یا بی‌نام و نشان دفن می‌گردند. به خانواده‌ها بطور شفاهی گفته می‌شد که وابستگانشان کشته شده‌اند اما اجسادشان را تحویل نمی‌دادند و در اغلب موارد، محل دفن آن‌ها فاش نمی‌شد.
اکثریت بزرگی از آن‌هایی که کشته شدند، تا قبل از آن، سال‌ها در زندان بودند، آن هم اغلب، به خاطر استفاده مسالمت آمیز از حقوق خود در توزیع نشریه یا بروشور، شرکت در تظاهرات‌های مسالمت آمیز ضد دولتی یا داشتن وابستگی عینی یا ذهنی به گروه‌های مختلف اپوزیسیون سیاسی. برخی از آنها، پیشتر، احکام خود را سپری کرده بودند، اما به دلیل اینکه حاضر به توبه نبودند، آزاد نشدند.
تا این تاریخ، هیچ مقام ایرانی بخاطر این اعدام‌های فراقانونی، مورد تحقیق یا کشیده شدن به پای میز عدالت قرار نگرفته‌است. برخی از مرتکبین مظنون، همچنان مواضع سیاسی یا سایر مواضع پرنفوذ از قبیل قضاییه را اشغال کرده‌اند.